# Examnes lumawigi
Examnes lumawigi là một loài bọ cánh cứng trong họ Cerambycidae.